# Górowo Iławeckie (stacja kolejowa)
Górowo Iławeckie – nieczynna stacja kolejowa w Górowie Iławeckim, w województwie warmińsko-mazurskim, w Polsce.

## Galeria

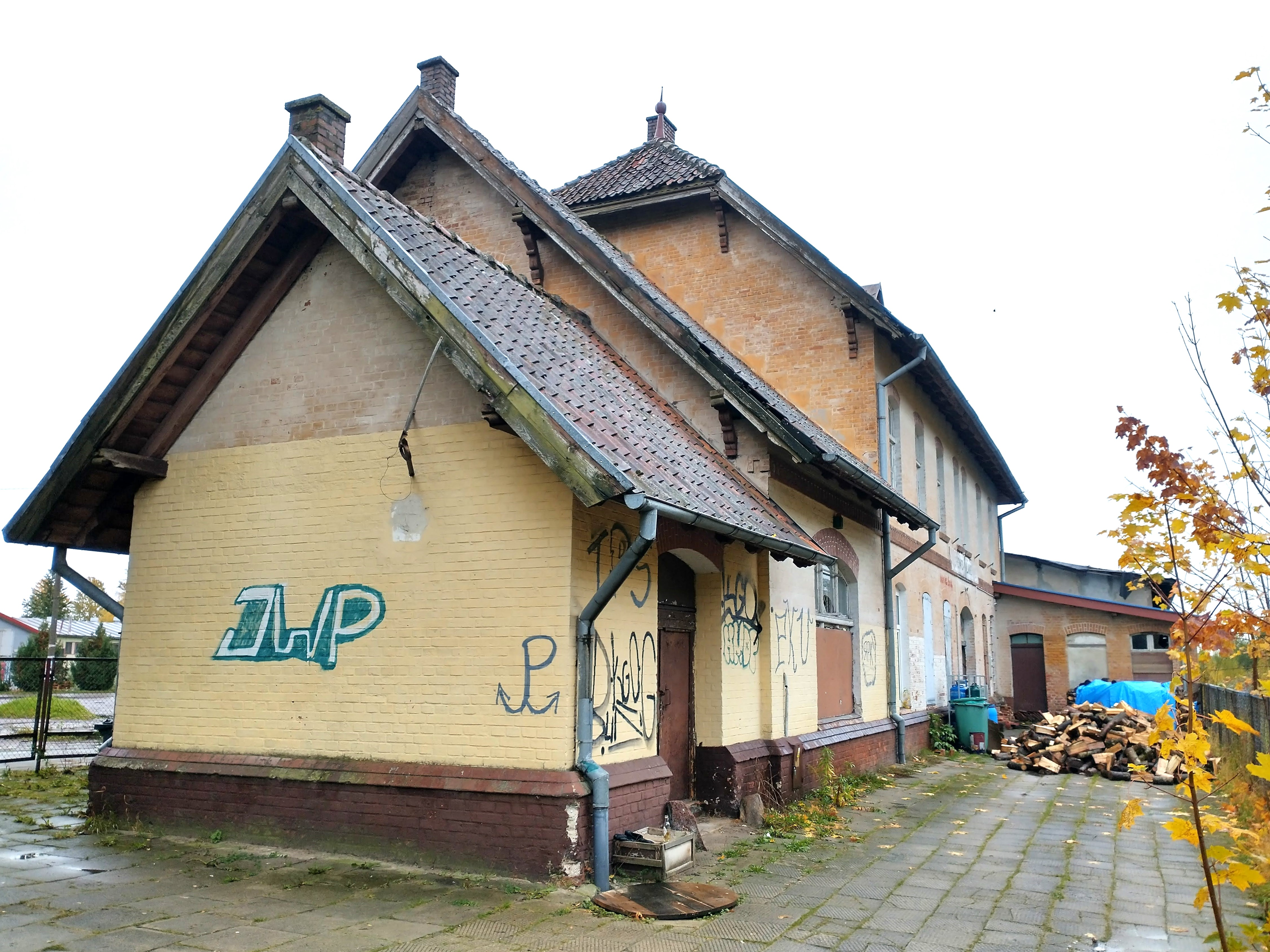
Widok od strony torowisk
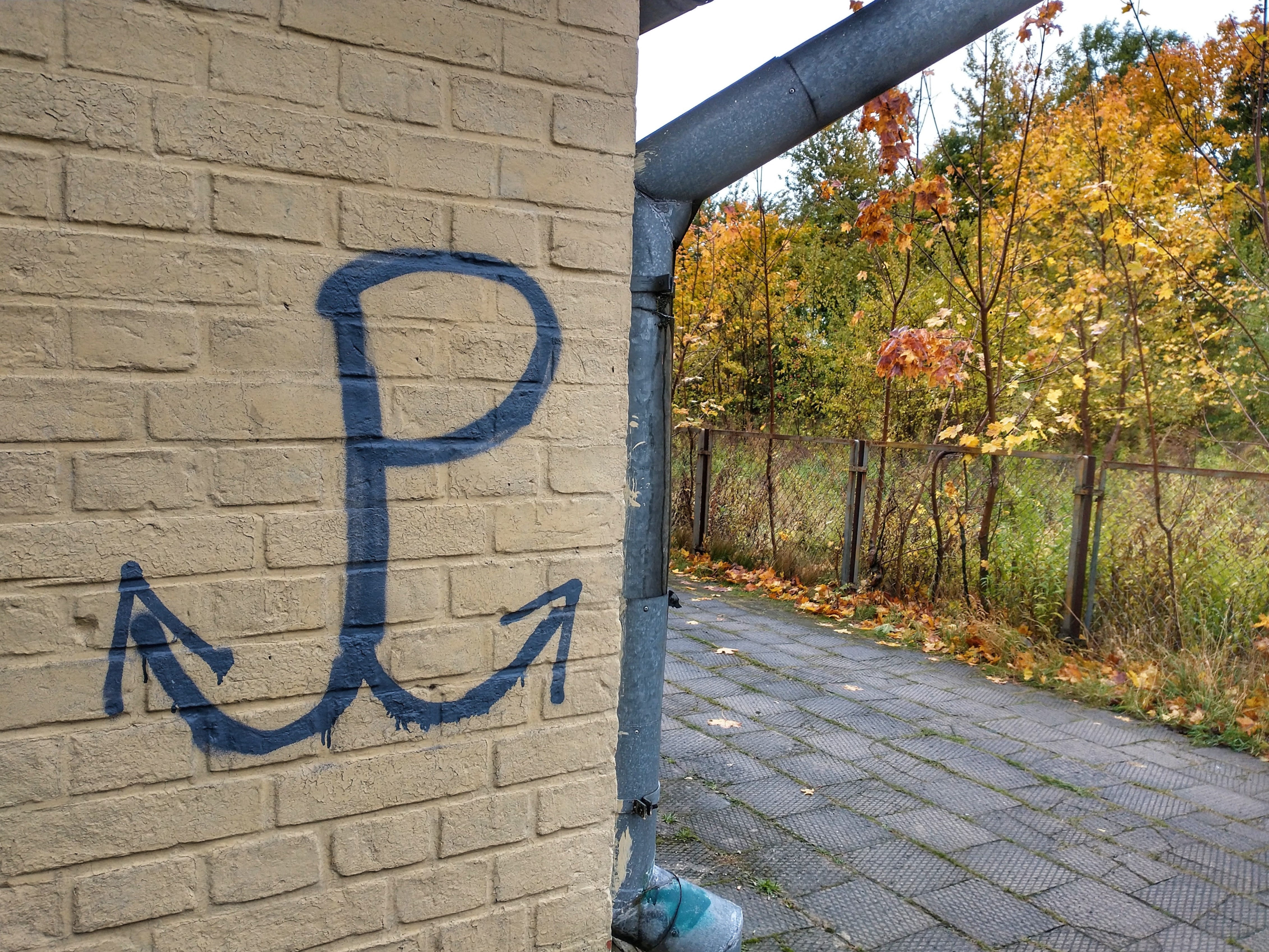
Dawna równia stacyjna